# Буштрањско језеро
Буштрањско језеро је вештачко језеро на југу Србије у близини Прешева. Дужина језера износи 350 m, а максимална ширина 117 m. Обале су обрасле шибљем, багремом и храстовом шумом. Језеро је проточно јер из њега истиче речица која гравитира ка Прешевској повији која је позната као развође између Црноморског и Егејског слива на висини од свега 460 m.

## Географија
Језеро се налази у атару села Буштрање у општини Прешево. Удаљено је свега 4 km од границе са Северном Македонијом. Језеро се налази у подножју планине Рујан, а од најисточнијих огранака Шар Планине је одваја долина Прешевске Моравице и њено побрђе. На брдима се налазе села са израженом депопулацијом која су узгред и патуљаста села: Себрат, Љаник, Славујевац. Град Прешево је удаљен од језера 9 km, а на 4 km од језера се налази аутопут Е75. Аутопут управо прати долину Прешевске Моравице те касније од ушћа у Јужну Мораву код Бујановца креће ка северу већ познатом путањом. Буштрањско језеро је једино ка источној страни односно ка самом селу Буштрање приступачно возилима док је на преосталим странама оивичен високим и неприступачним брдима. 

## Саобраћај
До језера води одскора асфалтиран пут од самог села Буштрање које се налази поред самог аутопута те је саобраћајна инфраструктура на задовољавајућем нивоу. Недовољан број урбаних објеката краси овај регион.

## Клима
Клима је умерено-континелна са утицајима егејске климе која допире долином Вардара.

## Историја
Језеро представља вештачку акумулацију која је настала изградњом бране 1983. када је језеро било предвиђено за снабдевање сеоских домаћинстава, међутим пројекат никада није завршен јер је финансиран од стране Владе СФРЈ чији је раскол убрзо уследио. Уследиле су године ратних превирања које су поготово биле изражене на овом простору те је језеро напуштено. 

## Функција
С обзиром да план није спроведен у дело, данашња функција језера је искључиво рекреативна и купалишна превасходно за локално становништво. Током сушних периода у години, локално становништво користи језерску воду за наводњавање пољопривредних површина

## Створени услови
До језера води одскора асфалтиран пут од самог села Буштрање које се налази поред самог аутопута те је саобраћајна инфраструктура на задовољавајућем нивоу. Недовољан број урбаних објеката краси овај регион.